# Jack McLoughlin
Jack McLoughlin (Brisbane, 1 februari 1995) is een Australische zwemmer.

## Carrière
Op de 2016 Australian Swimming Championships kwalificeerde McLoughlin zich, op de 1500 meter vrije slag, voor de Olympische Zomerspelen 2016 in Rio de Janeiro.

## Internationale toernooien
| Jaar | Olympische Spelen | WK langebaan | WK kortebaan  | PanPacs | Gemenebestspelen |
| ---- | ----------------- | ------------ | ------------- | ------- | ---------------- |
| 2016 | 5-21 augustus     |              | 6-11 december |         |                  |

## Persoonlijke records
Bijgewerkt tot en met 13 april 2016
Kortebaan
| Afstand          | Tijd     | Datum            | Plaats   |
| ---------------- | -------- | ---------------- | -------- |
| 400m vrije slag  | 03.45,33 | 25 november 2015 | Sydney   |
| 800m vrije slag  | 07.48,57 | 5 november 2014  | Adelaide |
| 1500m vrije slag | 14.44,89 | 9 november 2014  | Adelaide |

Langebaan
| Afstand          | Tijd     | Datum         | Plaats   |
| ---------------- | -------- | ------------- | -------- |
| 400m vrije slag  | 03.46,27 | 7 april 2016  | Adelaide |
| 800m vrije slag  | 07.52,68 | 13 april 2016 | Adelaide |
| 1500m vrije slag | 14.48,60 | 13 april 2016 | Adelaide |